# Cognitivismo (ética)
Cognitivismo é a visão metaética de que sentenças éticas expressam proposições e podem, portanto, ser verdadeiras ou falsas, isto é, elas teriam valor de verdade). O cognitivismo em ética é uma tese tão ampla que engloba, entre outras visões, o realismo moral (que afirma que as sentenças éticas expressam proposições sobre fatos independentes da mente no mundo), o subjetivismo ético (que afirma que sentenças éticas expressam proposições sobre as atitudes ou opiniões das pessoas), e o Niilismo moral (que postula que as sentenças éticas expressam proposições, mas que elas são todas falsas, qualquer que seja sua natureza).

## Visão Global
Proposições são o que expressões declarativas significativas (ao contrário de sentenças interrogativas ou imperativas) devem expressar. Frases diferentes, em diferentes línguas, podem expressar a mesma proposição: "a neve é branca" e "Schnee ist weiß" ambas expressam a proposição de que a neve é branca. Uma crença comum entre os filósofos que usam esse jargão é que proposições, propriamente falando, são o que são verdadeiras ou falsas.
Os cognitivistas éticos sustentam que sentenças éticas expressam proposições. Por exemplo, que Maria é uma boa pessoa, ou que roubar e mentir são sempre errados podem ser consideradas proposições verdadeiras ou falsas. Os cognitivistas acreditam que essas sentenças não expressam apenas sentimentos, como se estivéssemos apenas dizendo "Ei!"; elas realmente expressam proposições que podem ser verdadeiras ou falsas. Derivativamente, um cognitivista diria que as próprias sentenças éticas são verdadeiras ou falsas. Por outro lado, se alguém acredita que frases como "Maria é uma boa pessoa" não podem ser verdadeiras ou falsas, então essa pessoa é considerada uma não-cognitivista.

## Cognitivismo e subjetivismo
O subjetivismo ético é a visão metaética que afirma que:
1. Frases éticas expressam proposições.
2. Algumas dessas proposições são verdadeiras.
3. Essas proposições dizem respeito às atitudes das pessoas.[2]

Isso faz do subjetivismo ético uma forma de cognitivismo. O subjetivismo ético se opõe ao realismo moral, que afirma que as proposições morais referem-se a fatos objetivos, independentes da opinião humana; à teoria do erro, que nega que quaisquer proposições morais sejam verdadeiras em qualquer sentido; e ao não-cognitivismo, que nega que as sentenças morais expressem proposições.
As formas mais comuns de subjetivismo ético são também formas de relativismo moral, com padrões morais considerados relativos a cada cultura ou sociedade, ou mesmo a cada indivíduo. Na visão proposta por Protágoras, sustenta que há tantas escalas distintas de bem e mal quanto há sujeitos no mundo. No entanto, há também formas universalistas de subjetivismo como a teoria do observador ideal (que afirma que as proposições morais são sobre as atitudes que um observador hipotético ideal teria)}} e a teoria do comando divino (que afirma que proposições morais são sobre atitudes que Deus mantém).

## Cognitivismo e Objetivismo
O cognitivismo engloba todas as formas de realismo moral, mas o cognitivismo também pode concordar com o irrealismo  ou antirrealismo ético. Além do ramo subjetivista do cognitivismo, algumas teorias irreais cognitivas aceitam que as sentenças éticas podem ser objetivamente verdadeiras ou falsas, mesmo que não exista algo natural, físico ou de alguma forma real, ou não exista entidades ou objetos para torná-las verdadeiras ou falsas.
Há várias maneiras de interpretar como uma proposição pode ser objetivamente verdadeira sem corresponder ao mundo:
- Pela  coerência ao invés da correspondência teoria da verdade
- Em um sentido figurado: pode ser verdade que eu tenho um resfriado, mas isso não significa que a palavra "frio" corresponda a uma entidade distinta.
- Do mesmo modo que afirmações matemáticas são verdadeiras para antirrealistas matemáticos. Essa seria, tipicamente, a ideia de que uma proposição pode ser verdadeira se for uma implicação de algum raciocínio intuitivamente atraente - em outras palavras, "raciocínio a priori" a priori "analítico".

O cognitivismo aponta para a diferença semântica entre sentenças imperativas e sentenças declarativas em sujeitos normativos. Ou aos diferentes significados e propósitos de algumas sentenças superficialmente declarativas. Por exemplo, se um professor permitir que um de seus alunos saia dizendo "Você pode sair", essa frase em si não é verdadeira nem falsa. Isso fornece uma permissão. Mas, na maioria das situações, se um dos alunos perguntar a um de seus colegas se ele acha que ele pode sair e o colega responder "Claro que você pode sair", essa frase seria verdadeira ou falsa. Essa frase em si não fornece a permissão mas afirma que existe uma permissão.
Outro argumento para o cognitivismo ético está na estreita semelhança entre ética e outras questões normativas, como os jogos. Tanto quanto a moralidade, os jogos consistem em normas (ou regras), mas seria difícil aceitar que não seja verdade que o jogador de xadrez que vence o outro ganha o jogo. Se as declarações sobre as regras do jogo podem ser verdadeiras ou falsas, por que não declarações éticas? Uma resposta é que podemos querer que declarações éticas sejam categoricamente verdadeiras, ao passo que precisamos apenas de declarações sobre a ação correta que sejam contingentes à aceitação das regras de um determinado jogo - isto é, a escolha de jogar o jogo de acordo com um determinado conjunto de regras.